# Anthaxia cyanescens bedeli
Anthaxia cyanescens bedeli é uma subespécie de insetos coleópteros polífagos pertencente à família Buprestidae.
A autoridade científica da subespécie é Abeille de Perrin, tendo sido descrita no ano de 1893.
Trata-se de uma subespécie presente no território português.